# فيرا كورديرو
فيرا كورديرو هي طبيبة برازيلية، ولدت في 1950.